# 113390 Helvetia
Helvetia (asteróide 113390) é um asteróide da cintura principal, a 1,8362424 UA. Possui uma excentricidade de 0,2026654 e um período orbital de 1 276,5 dias (3,5 anos).
Helvetia tem uma velocidade orbital média de 19,62673485 km/s e uma inclinação de 7,35996º.
Este asteróide foi descoberto em 29 de Setembro de 2002 por Markus Griesser.